# Льюїс Босс
Лью́їс Бо́сс (англ. Lewis Boss; 26 жовтня 1846 — 5 жовтня 1912) — американський астроном, член Національної АН США (1889).

## Життєпис
Народився в Провіденсі (штат Род-Айленд). 1870 року закінчив Дартмутський коледж. Працював клерком у різних державних установах Вашингтона, а також у Морській обсерваторії США. З 1872 року працював астрономом у експедиції, що займалася визначенням кордону між США і Канадою вздовж 49-ї паралелі. З 1876 року — директор обсерваторії Дадлі [Архівовано 8 квітня 2011 у Wayback Machine.] (Олбані, штат Нью-Йорк).
Основні наукові роботи належать до позиційної астрономії. Створив фундаментальну систему зоряних положень. Виконав критичний огляд близько 100 фундаментальних зоряних каталогів, склав таблиці систематичних поправок до них і 1878 року на підставі своїх спостережень створив каталог схилення та власних рухів 500 зірок на епоху 1875 року. Цей каталог одразу ж почали використовувати для складання американського астрономічного щорічника. Виконав позиційні спостереження з міжнародного плану астрографічний каталог і підготував каталоги для зон від 0º50' до 5º10' (1886) і від −23° до −37° (1896—1903).
1879 року почав спостереження комет і обчислення їх орбіт; протягом кількох років обсерваторія Дадлі була основним центром з обчислення орбіт нових комет. 1878 року брав участь у експедиції до штату Колорадо для спостереження повного сонячного затемнення, 1882 року очолював експедицію до Сантьяго (Чилі) для спостереження проходження Венери по диску Сонця.
З 1909 року — редактор журналу «Astronomical Journal».
Склав «Попередній загальний каталог» (PGC), що містить положення та власні рухи 6 188 яскравих зір (опубліковано 1910 року). Розпочав роботу над «Загальним каталогом» (GC), який був виданий його сином Бенджаміном 1936 року та містить власні рухи 33 342 зірок до 7-ї величини.
Іноземний член-кореспондент Петербурзької АН (1910), член Берлінської АН (1910).
Золота медаль Лондонського королівського астрономічного товариства (1905), премія Ж.Ж.Ф.Лаланда Паризької АН (1911).
Кратер Босс на Місяці названо на його честь.

## Виноски
1. 1 2  SNAC — 2010.
2. 1 2  Енциклопедія Брокгауз
3. 1 2  Босс Льюис // Большая советская энциклопедия: [в 30 т.] / под ред. А. М. Прохорова — 3-е изд. — Москва: Советская энциклопедия, 1969.
4. ↑  Boss, Lewis Preliminary General Catalogue of 6188 Stars for the Epoch 1900 Bibcode: 1910Sci....32..155C
5. ↑  Benjamin Boss та ін. (1936). General Catalogue of 33342 stars for the epoch 1950 (англійською)  (вид. 1st edition). Washington, D.C.: Carnegie Institution of Washington Publication. Процитовано 16 травня 2010. {{cite book}}: Явне використання «та ін.» у: |author= (довідка)